# Arborrning

Principskiss av arborrning.

Arborrning är bearbetningsmetod för att göra hål med stor diameter i ett arbetsstycke. Vid arborrning bearbetas arbetsstycket horisontellt med roterande verktyg på en grov axel. 
Ordet arborr kommer av de engelska arbor, huvudaxel i en maskin, stativ, hjulaxel; av lat. ar’bor, träd, stam; ordet brukas särskilt om
borrmaskiner och har därför i svenskan uppfattats som innehållande ordet borr.